# Rush: Rivalitate și adrenalină
Rush este un film sportiv biografic din 2013, centrat pe rivalitatea dintre doi piloți de Formula 1, britanicul James Hunt și austriacul Niki Lauda, în timpul sezonului de curse auto din 1976. A fost scris de Peter Morgan, regizat de Ron Howard și i-a avut pe Chris Hemsworth în rolul lui Hunt și Daniel Brühl în rolul lui Lauda. Filmul a avut premiera la Londra pe 2 septembrie 2013 și a fost prezentat la Festivalul Internațional de Film de la Toronto din 2013 înainte de lansarea sa în Regatul Unit pe 13 septembrie 2013. Filmul a primit recenzii pozitive de la critici pentru interpretările lui Hemsworth și Brühl, regia lui Howard, secvențele de curse și partitura muzicală a lui Hans Zimmer.

## Povestea
James Hunt, o persoană nesăbuită și încrezătoare în sine, și Niki Lauda, un geniu tehnic calm și calculat, care se bazează pe practică și precizie, sunt piloți excepționali de mașini de curse care au dezvoltat pentru prima dată o rivalitate acerbă în 1970, la o cursă de Formula 3 din Londra, când ambele lor mașini s-au ciocnit înainte ca Hunt să câștige cursa. Lauda ia un împrumut bancar mare de la Raiffeisen Bank din Austria pentru a-și cumpăra drumul în echipa BRM de Formula 1, întâlnindu-l pentru prima dată pe coechipierul Clay Regazzoni. Între timp, Hesketh Racing, noua echipă de curse pentru care Hunt va conduce, intră în Formula 1. Lauda se alătură apoi Scuderiei Ferrari cu Regazzoni și câștigă primul său campionat în 1975. Hesketh se închide după ce nu a reușit să-și asigure un sponsor, dar Hunt se alătură echipei McLaren. În acest timp, Hunt se căsătorește cu supermodelul Suzy Miller, în timp ce Lauda dezvoltă o relație cu vedeta germană Marlene Knaus.
Sezonul 1976 începe cu Lauda dominând primele două curse, în timp ce Hunt se luptă să ajungă din urmă. Hunt câștigă Marele Premiu al Spaniei, dar este descalificat după ce o inspecție post-cursă are ca rezultat o decizie conform căreia lățimea mașinii sale este mai mare decât este permis. Luptându-se să respecte regulile F1, McLaren suferă o serie de eșecuri în curse, iar situația lui Hunt este și mai mult exacerbată atunci când Suzy începe o relație cu actorul Richard Burton. În urma divorțului, Hunt își recapătă spiritul competitiv și, când descalificarea sa din Spania este răsturnată, punctele restaurate îl pun în lupta pentru campionat. Lauda se căsătorește cu Marlene într-o ceremonie privată, dar începe să aibă îngrijorări cu privire la efectele fericirii sale noi, îngrijorându-se că a devenit vulnerabil ca pilot, deoarece acum are ceva de pierdut.
În ziua Marelui Premiu al Germaniei, Lauda convoacă o întâlnire a piloților, îndemnând comitetul de F1 să anuleze cursa din cauza ploii abundente pe faimosul circuit Nürburgring Nordschleife; votul este împotriva anulării după ce Hunt susține că Lauda încearcă să beneficieze personal în competiție prin reducerea numărului de curse rămase într-un moment în care Lauda are deja un avantaj semnificativ de puncte. Majoritatea piloților încep cursa cu anvelope pentru vreme umedă, ceea ce devine o tactică costisitoare din cauza uscării rapide a pistei. Toți își schimbă cauciucurile în timpul celui de-al doilea tur, împingându-l pe Hunt înaintea lui Lauda; Încercările acestuia din urmă de a-l prinde au dus la ruperea unui braț de suspensie al Ferrari-ului său, provocând pierderea controlului și ciocnirea mașinii într-un dig, care a izbucnit în flăcări. Lauda este transportat cu avionul la spital cu arsuri de gradul trei la cap și față și arsuri interne la plămâni. Timp de șase săptămâni, Lauda este tratat pentru rănile sale, în timp ce îl urmărește la TV pe Hunt dominând cursele în absența sa. În ciuda ordinelor medicului său, el decide să se întoarcă să-și conducă Ferrari-ul la Marele Premiu al Italiei, terminând pe locul patru, în timp ce Hunt nu reușește să termine cursa.
Sezonul 1976 ajunge la un punct culminant la Marele Premiu al Japoniei. Performanțele lui Hunt în absența lui Lauda l-a adus la trei puncte în spatele lui Lauda. Cursa se desfășoară în condiții feroce de ploaie abundentă. La sfârșitul celui de-al doilea tur, după ce mașina sa a alunecat de mai multe ori, Lauda se întoarce la boxe și decide să se retragă din cursă, considerând condițiile prea periculoase și optând în schimb să rămână cu Marlene. Acest lucru îi permite lui Hunt să câștige campionatul dacă poate termina pe locul al treilea sau mai sus. După ce s-a confruntat cu o concurență acerbă în condiții obositoare, probleme cu cauciucuri și o accidentare la mână din cauza spargerii butonului schimbătorului de viteze, Hunt termină pe locul al treilea, câștigând campionatul cu un singur punct peste Lauda.
Hunt își petrece restul anului delectându-se cu faimă, sex și droguri, în timp ce Lauda este interesat de zborul cu avioane private. La un aerodrom privat din Bologna, Lauda îi sugerează lui Hunt să se concentreze pe următorul sezon de curse pentru a-și apăra titlul, dar Hunt susține că stilul său de viață plin de farmec este punctul culminant după ce a devenit campion mondial; în plus, Lauda își dă seama mai târziu că Hunt nu mai simte că trebuie să demonstreze nimic nimănui. Hunt continuă să concureze până la retragerea sa în 1979 și devine comentator de emisiuni de sport cu motor până la moartea sa în 1993, la vârsta de 45 de ani.
Lauda reflectă asupra modului în care marea lor rivalitate și diferențele de personalitate s-au stimulat reciproc spre cele mai bune realizări și afirmă că Hunt a fost singura persoană pe care a invidiat-o vreodată.

## Distribuție

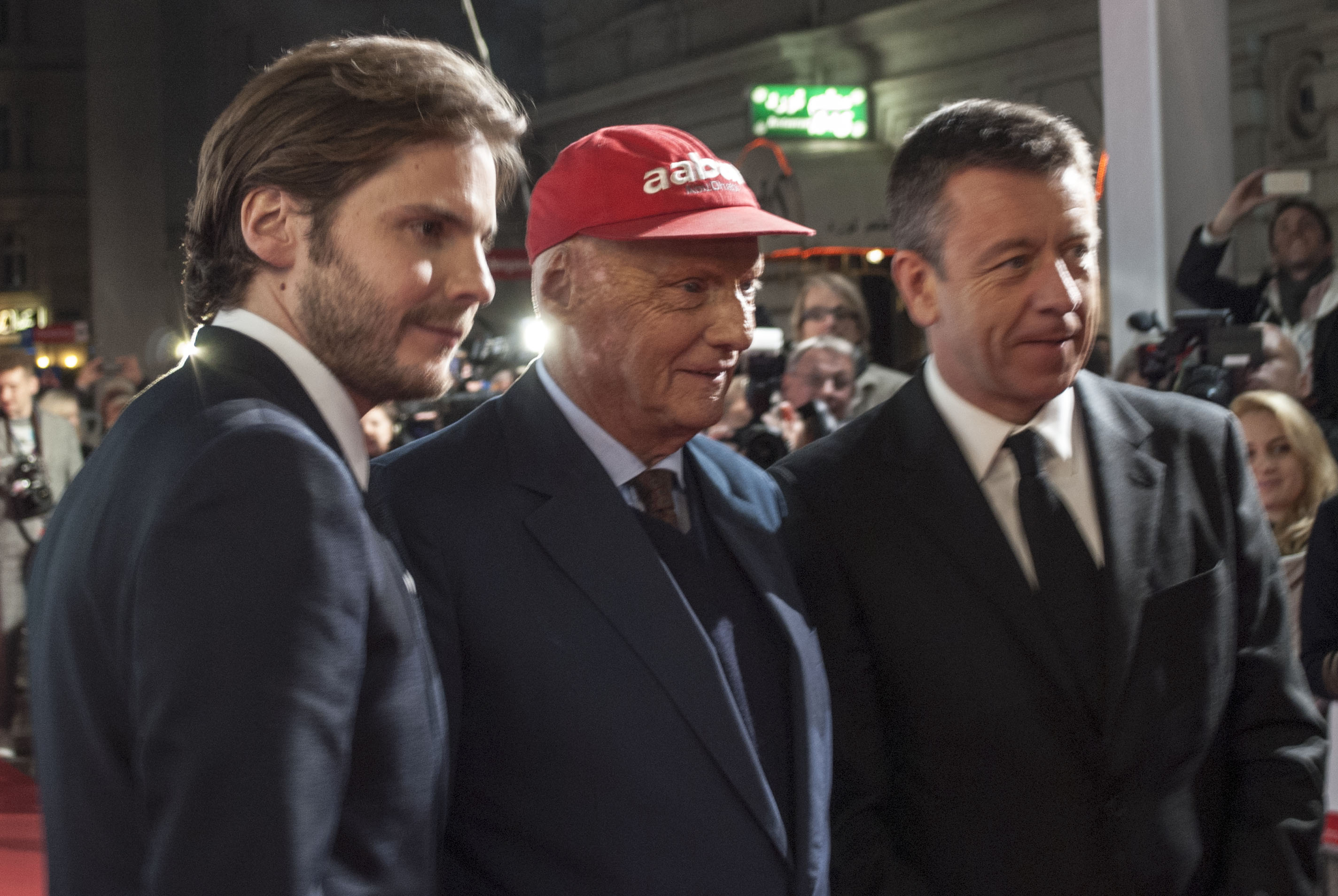
Daniel Brühl, Niki Lauda și Peter Morgan la premiera filmului Rush din Viena, Austria.

Hunt și Lauda apar ca ei înșiși, în anii 1970 și 1980, în imagini de arhivă de la sfârșitul filmului, în timp ce Lauda este văzut apoi pentru câteva secunde în filmări contemporane (2013).

## Producție
Filmul a fost filmat în locații din Marea Britanie, Germania și Austria. Aeroportul Blackbushe din Hampshire, Snetterton (Norfolk), Cadwell Park (Lincolnshire), fostul circuit Crystal Palace și actualul Brands Hatch (Kent) din Regatul Unit și pe circuitul Nürburgring din Germania. La filmări au fost folosite atât mașini de curse de epocă, cât și replici.
Finanțatorii includ conceptul de acțiune bazat pe Hürth Film- und Stuntproduktion, Egoli Tossell Film, Revolution Films (GB) și Cross Creek Pictures (SUA). Film- und Medienstiftung NRW a finanțat filmul cu 1,35 milioane de euro, finanțare suplimentară a fost oferită de MFG Filmförderung Baden-Württemberg și de Fondul Federal German pentru Film (DFFF).
Regizorul Ron Howard a intenționat inițial ca Russell Crowe să facă o apariție cameo în rolul lui Richard Burton pentru o scurtă scenă în care se confruntă cu James Hunt cu privire la aventura sa cu Suzy.

## Acuratețe istorică
Unele lucruri din film sunt exagerate (cum ar fi rivalitatea Hunt-Lauda; în realitate, împărțiseră un apartament la începutul carierei lor și erau buni prieteni), altele minimalizate (cum ar fi șocul soției lui Lauda la desfigurarea lui), iar altele inventate (cum ar fi lovirea de către un reporter de către Hunt sau porecla pentru Nürburgring fiind „cimitirul”; de fapt, Jackie Stewart îl poreclise „Iadul Verde”). Alte inexactități includ bătălia britanică de F3 de la Crystal Palace, care în realitate a fost între Hunt și Dave Morgan, și depășirea lui Hunt pe Regazzoni pentru locul 3 în Marele Premiu al Japoniei când în cursa propriu-zisă l-a depășit pe Alan Jones. O altă eroare în Marele Premiu al Japoniei este că Regazzoni și Laffite au terminat pe locul patru și pe locul cinci, în timp ce în cursa propriu-zisă Jones și Regazzoni au terminat pe locul patru și pe locul cinci. În scena finală este descris un incident în care Hunt, în timp ce era un emițător de televiziune, vine la o întâlnire cu Lauda pe o bicicletă cu o anvelopă pe pană. În realitate, acest incident s-a întâmplat în timp ce Hunt a rămas fără bani și a căzut în dependență de alcool. În acea zi, Lauda i-a dat bani pentru a-și reconstrui viața. Hunt, după ce Lauda i-a dat bani a doua oară, și-a reparat viața și s-a angajat drept comentator de televiziune.
Punctul culminant al campionatului din 1975 este reprezentat, la 38 de minute de la începutul filmului, ca având loc la Marele Premiu al Statelor Unite. Lauda este prezentată într-o luptă roată-la-roată cu mașina Hesketh 308B a lui Hunt. În realitate, titlul a fost decis în favoarea lui Lauda la cursa anterioară, în Italia, iar cei doi piloți nu au fost niciodată împreună pe pistă la Watkins Glen. Lauda a câștigat acea cursă de la început până la sfârșit, în timp ce Hunt a rămas pe locul patru, conducând noul Hesketh 308C. 

## Coloana sonoră
Partitura orchestrală a filmului a fost compusă de Hans Zimmer. Coloana sonoră include muzică rock din anii 1970 de Dave Edmunds, Steve Winwood (interpretată și scrisă inițial de Spencer Davis Group), Mud, Thin Lizzy și David Bowie.

## Marketing
BBC Two a difuzat documentarul Hunt vs. Lauda: Cei mai mari rivali de curse din F1, pe 14 iulie 2013. Documentarul oferă o privire detaliată asupra rivalității dintre Hunt și Lauda, prezentând interviuri cu Lauda și foști membri ai staff-ului echipelor McLaren și Ferrari.
Ferrari și Cinema Society au organizat împreună o proiecție a filmului la Chelsea Clearview Cinemas din New York pe 18 septembrie 2013. Chris Hemsworth a participat la proiecție.

## Recepție

### Box office
Rush a fost un succes de box office. A câștigat 26,9 milioane de dolari în box office-ul intern și 71,3 milioane de dolari în box office internațional, pentru o brută mondială de 98,2 milioane de dolari, față de un buget estimat de 38 de milioane de dolari. 

### Recepție critică
Pe site-ul web al agregatorului de recenzii Rotten Tomatoes, filmul are un rating de aprobare de 88% pe baza a 238 de recenzii cu o evaluare medie de 7,5/10. Consensul critic al site-ului web spune: „O mașinărie elegantă, netedă și bine unsă, Rush este o dramă sportivă fin concepută, cu secvențe de curse încântătoare și performanțe puternice ale lui Chris Hemsworth și Daniel Brühl”. Un alt agregator de recenzii, Metacritic, care atribuie o evaluare normalizată recenziilor, a calculat un scor mediu de 74 din 100, pe baza a 43 de critici, indicând „recenzii favorabile în general”. Publicul chestionat de CinemaScore a acordat filmului o notă medie de „A-” pe o scară de la A+ la F.
Când Niki Lauda a văzut pentru prima dată pre-proiectarea materialului needitat, s-a considerat a fi portretizat prea negativ. Acest lucru s-a schimbat în ziua primei proiecții când Bernie Ecclestone i-a spus cât de mult îi place. Lauda a fost mulțumit de aspectul general al filmului. El a fost citat spunând: „Când l-am văzut prima dată, am fost impresionat. Nu au existat schimbări de Hollywood sau lucrurile s-au schimbat foarte puțin. Este foarte precis. Și asta chiar m-a surprins foarte pozitiv”.

### Media de acasă
Rush a fost lansat pe DVD și Blu-ray pe 28 ianuarie 2014. O ediție exclusivă Sainsbury's cu un disc bonus de noi caracteristici speciale a fost lansată pentru o perioadă limitată. Lansarea australiană pe Blu-ray este inclusă cu documentarul din 2013, 1.

## Premii și nominalizări
| Premii                                              | Premii                                                             | Premii                                                                    | Premii       | Premii |
| Premiu                                              | Categorie                                                          | Destinatari și nominalizați                                               | Rezultat     |        |
| --------------------------------------------------- | ------------------------------------------------------------------ | ------------------------------------------------------------------------- | ------------ | ------ |
| Premii internaționale AACTA                         | Cel mai bun film                                                   |                                                                           | Nominalizare |        |
| Premiile Academiei Britanice de Film                | Cel mai bun film britanic                                          |                                                                           | Nominalizare |        |
| Premiile Academiei Britanice de Film                | Cel mai bun actor în rol secundar                                  | Daniel Brühl                                                              | Nominalizare |        |
| Premiile Academiei Britanice de Film                | Cea mai bună editare                                               | Daniel P. Hanley, Mike Hill                                               | Câștigat     |        |
| Premiile Academiei Britanice de Film                | Cel mai bun sunet                                                  | Danny Hambrook, Frank Kruse, Markus Stemler                               | Nominalizare |        |
| Societatea Criticilor de Film din Boston            | Cel mai bun montaj de film                                         | Daniel P. Hanley, Mike Hill                                               | Câștigat     |        |
| Premiile Critics' Choice Movie Awards               | Cel mai bun film de acțiune                                        |                                                                           | Nominalizare |        |
| Premiile Critics' Choice Movie Awards               | Cea mai bună editare                                               | Daniel P. Hanley, Mike Hill                                               | Nominalizare |        |
| Premiile Critics' Choice Movie Awards               | Cel mai bun machiaj                                                |                                                                           | Nominalizare |        |
| Premiile Critics' Choice Movie Awards               | Cel mai bun actor în rol secundar                                  | Daniel Brühl                                                              | Nominalizare |        |
| Premiile Empire                                     | Cel mai bun film britanic                                          |                                                                           | Nominalizare |        |
| Premiile Empire                                     | Cel mai bun actor în rol secundar                                  | Daniel Brühl                                                              | Nominalizare |        |
| Premiile Globul de Aur                              | Cel mai bun film – dramă                                           |                                                                           | Nominalizare |        |
| Premiile Globul de Aur                              | Cel mai bun actor în rol secundar – film                           | Daniel Brühl                                                              | Nominalizare |        |
| Societatea criticilor de film Phoenix               | Cel mai bun montaj de film                                         | Daniel P. Hanley, Mike Hill                                               | Nominalizare |        |
| Societatea Criticilor de Film din San Diego         | Cel mai bun actor în rol secundar                                  | Daniel Brühl                                                              | Nominalizare |        |
| Societatea Criticilor de Film din San Diego         | Cea mai bună coloană sonoră                                        | Hans Zimmer                                                               | Nominalizare |        |
| Festivalul Internațional de Film Santa Barbara      | Premiul Virtuoz                                                    | Daniel Brühl                                                              | Câștigat     |        |
| Premiile Satellite                                  | Cel mai bun regizor                                                | Ron Howard                                                                | Nominalizare |        |
| Premiile Satellite                                  | Cea mai bună fotografie                                            | Anthony Dod Mantle                                                        | Nominalizare |        |
| Premiile Satellite                                  | Cele mai bune efecte vizuale                                       | Antoine Moulineau, Jody Johnson, Mark Hodgkins                            | Nominalizare |        |
| Premiile Satellite                                  | Cea mai bună editare                                               | Daniel P. Hanley, Mike Hill                                               | Nominalizare |        |
| Premiile Satellite                                  | Cel mai bun sunet                                                  | Danny Hambrook, Frank Kruse, Markus Stemler                               | Nominalizare |        |
| Premiile Satellite                                  | Cea mai bună regie artistică și design de producție                | Mark Digby, Patrick Rolfe                                                 | Nominalizare |        |
| Premiile Satellite                                  | Cel mai bun design de costume                                      | Julian Day                                                                | Nominalizare |        |
| Premiul Sindicatul Actorilor                        | Performanță remarcabilă a unui actor masculin într-un rol secundar | Daniel Brühl                                                              | Nominalizare |        |
| Premiul Sindicatul Actorilor                        | Performanță remarcabilă a unui ansamblu de cascadori într-un film  |                                                                           | Nominalizare |        |
| Premiile Societății de Efecte Vizuale               | Efecte vizuale de sprijin remarcabile într-o imagine de film       | Jody Johnson, Moriah Etherington-Sparks, Mark Hodgkins, Antoine Moulineau | Nominalizare |        |
| Asociația criticilor de film din zona Washington DC | Cel mai bun actor în rol secundar                                  | Daniel Brühl                                                              | Nominalizare |        |
| Asociația criticilor de film din zona Washington DC | Cea mai bună editare                                               | Dan Hanley, Mike Hill                                                     | Nominalizare |        |